# Джевдет Дода
Джевдет Дода (сербохорв. Џевдет Дода / Dževdet Doda, алб. Xhevdet Doda; 1906, Прізрен — травень 1945, концтабір Маутхаузен) — югославський і албанський партизан Народно-визвольної війни в Югославії, Народний герой Югославії.

## Біографія
Народився в 1906 році в Призрені, де закінчив початкову школу. У 1923 році переїхав до Албанії, де закінчив педагогічне училище. Через неприйняття монархії і правління Ахмета Зогу постійно переїжджав з міста в місто. У Тирані познайомився з місцевим комуністичним рухом.
Дода планував їхати в Іспанію і брати участь у громадянській війні на боці республіканців, але не зміг і тому залишився в Албанії. У антиіталійському підпіллі з 1939 року, в червні 1941 року повернувся до Призрена, рятуючись від італійських окупантів. У Призрені він зустрівся з югославськими комуністами і був прийнятий до лав Комуністичної партії Югославії, ставши членом югославського партизанського підпілля. Учасник зустрічі представників Комуністичної партії Югославії і Комуністичної партії Албанії, яка відбулася наприкінці 1941 року в Вітоміріці поблизу Печа. У 1942 році почав організацію Народно-визвольних комітетів у Косово і Метохії.
1 квітня 1943 року після довгих пошуків італійська поліція, що стежила за діяльністю комуністів, заарештувала Джевдета і відправила його до концтабору Порто-Романо поблизу Драча. У вересні 1943 року після капітуляції Італії в'язні були звільнені і повернулись до Косово. Там Дода став командиром 1-го косовсько-метохійського батальйону імені Раміза Садка, яке увійшло 11 листопада 1943 року до складу 1-ї македонсько-косівської бригади. У грудні 1943 року брав участь у Першому з'їзді Народно-визвольного комітету Косово і Метохії, обраний членом Головного комітету.
У квітні 1944 року гестапо заарештувало Джевдета, виславши його до Тирани, звідти в концтабір Баніца, а потім в Маутхаузен. За кілька днів до звільнення табору був страчений з групою ув'язнених.
27 грудня 1973 року за розпорядженням президента СФРЮ Йосипа Броза Тіто був посмертно удостоєний звання Народного героя Югославії.